# Воссоединение семьи Мэдеи
«Воссоединение семьи Мэдеи» (англ. «Madea's Family Reunion») — американская комедийная мелодрама 2006 года автора сценария и режиссёра Тайлера Перри, который также исполняет главную роль Мэдеи и ещё нескольких персонажей. Картина основывается на одноимённой театральной постановке, написанной Перри. 
Премьера состоялась 24 февраля 2006 года в США, через год после своего предшественника — «Дневника безумной чёрной женщины».

## Сюжет
Бабушка семейства Мэдея задумала собрать всю свою большую семью за одним столом. Для этого у неё имеется двойной повод — смерть сестры и свадьба племянницы Лизы, которые совпали на один уик-энд. Обстоятельства складываются несколько иначе, и ей приходится столкнуться с проблемами племянниц, сводных сестёр Лизы (Рошелль Эйтс) и Ванессы (Лиза Арринделл Андерсон). Первая собирается выйти замуж за красивого и успешного Карлоса (Блэр Андервуд). Но всё меняется, когда она показывает следы от синяков, «подаренных» женихом. При этом он уверяет, что очень любит свою девушку. Она пытается обратиться к матери, но из-за её скверного характера получает отказ. Ванесса старается найти любовь, чтобы простить мать за то, что её отчим много раз насиловал её в подростковые годы. Она знакомится с симпатичным водителем автобуса Фрэнки (Борис Коджо), который призван помочь ей обрести душевное равновесие и веру в любовь. В завершение, суд обязывает Мэдею заботиться о Никки (Кеке Палмер), девушке из неблагополучной семьи. Добродушная бабушка Мэдея не может пройти мимо и пытается помочь всем понять, кто они есть на самом деле.

## В ролях
- Тайлер Перри — Мэдея/Брайан/Джо
- Блэр Андервуд — Карлос Армстронг
- Линн Уитфилд — Виктория
- Борис Коджо — Фрэнки Хендерсон
- Лиза Арринделл Андерсон — Ванесса
- Майя Энджелоу — Мэй
- Рошелль Эйтс — Лиза
- Дженифер Льюис — Милэй Дженай Лори
- Танги Миллер — Донна
- Кеке Палмер — Никки
- Генри Симмонс — Исаак
- Сисели Тайсон — тётя Мартли
- Хина Андерсон — Нима

## Критика и отзывы
Фильм получил смешанные отзывы от критиков. Так, сайт Metacritic даёт фильму 45 % голосов на основе 18 отзывов. Рейтинг показал, что основную часть зрителей, а именно 52 % от всей аудитории, составили черные женщины в возрасте старше 35 лет.

## Кассовые сборы
Картина демонстрировалась в более чем 2000 тысяч кинотеатров Северной Америки, собирая положительные отзывы. На каждый экран приходится около $ 13 788 сборов, демонстрируя тем самым огромную широту и глубину аудитории Перри. Дебютный уик-энд по сборам проигрывает первому уик-энду фильма «Дневник безумной чёрной женщины» почти на 40 процентов. Фильм при бюджете в $ 6 миллионов собрал в первый уик-энд $ 30 030 661. С учётом проката в Северной Америке, сборы пополнились до $ 63 257 940. Общий мировой доход от проката фильма в течение девяти недель составил $ 63 308 879.

## Саундтрек
Саундтрек был выпущен звукозаписывающей компанией Motown Records 21 февраля 2006 года
- «Find Myself in You» — Brian McKnight — 4:14
- «We’re Gonna Make It» — LL Cool J and Mary Mary — 4:54
- «Keep Your Head Up» — Chaka Khan — 4:34
- «Tonight» — Kem — 3:55
- «Everyday (Family Reunion)» — Chaka Khan, Carl Thomas, Yolanda Adams, and Gerald Levert — 4:48
- «Love and Happiness» — Al Green — 5:02
- «You For Me (Wedding Song)» — Johnny Gill — 5:37
- «Family Reunion» — The O’Jays — 6:55
- «I’ll Be» — Will Downing — 4:10
- «Wounds in the Way» — Rachelle Ferrell — 4:21

## Награды и номинации
- «Премия канала MTV (MTV Movie Awards)» (2006) — номинация в категории «Лучшая комедийная сцена» (Тайлер Перри)
- «Black Movie Awards» (2006) — номинация в категории «Выдающиеся достижения в области сценариста» (Тайлер Перри)
- «Black Reel Awards» (2007) — номинация в категории «Лучший сценарий и лучшая сценарная адаптация» (Тайлер Перри)
- «Image Awards» (2007) — номинация в категории «Режиссура в художественном фильме», «Лучший сценарий художественного фильма» (Тайлер Перри)